# Луи Леже
 Тази статия е за френския филолог.  За дипломата, чието име носи централна софийска улица вижте Леандър Леге.  
Луѝ Пол Марѝ Лежѐ (на френски: Louis Paul Marrie Léger) е френски славист. Почетен член на Българското книжовно дружество (1884), член на френската Академия за надписи и художествена проза (Académie des inscriptions et belles-lettres) в Париж и на академиите на науките в Санкт Петербург, Белград и Букурещ.
Луи Леже е първият френски преводач на „Житие и страдания грешнаго Софрония“, чете лекции, свързани с българската история и литература, с акцент върху Златния век на цар Симеон, богомилството и времето на Пазвантоглу.
Заради голямата му пробългарска дейност е наричан „български консул в Париж“.

## Биография
Роден е на 15 януари 1843 година в Тулуза, регион Юг-Пиренеи, Франция. Завършва право в Париж. Води курс по славянска литература в Сорбоната, след това в Колеж дьо Франс. През 1868 г. защитава докторската си дисертация на тема „Св. св. Кирил и Методий“.
След Средногорското въстание и Баташкото клане (1876) пише редица статии във вестници и списания в защита на българите. През 1882 г. посещава България – „класическите долини, напоявани от водите на Марица и Искър“, според думите му. Впечатленията си от това пътуване излага в книгата си „Сава, Дунав и Балканите“ (1883).
През 1885 г. заема катедрата по славянски езици и литература в Колеж дьо Франс. Първите му лекции са посветени на България до времето на Пазвантоглу, представено и в автобиографията на Софроний Врачански, която той превежда на френски език. В края на същата година, с финансовата помощи на български дарители, като Евлоги Георгиев, издава книгата „La Bulgarie“, сборник с негови лекции и статии за България.
При последното си посещение на България през 1912 г., в навечерието на сключения Балкански съюз и Балканската война, Леже прави своеобразното си завещание към българския народ:
| „ | Откогато съм се запознал с вашия народ, не съм престанал да се интересувам от съдбините му. Отворете, която щете моя книга и ще видите колко ви обичам и ценя дори когато вършите глупости. Аз бих желал всички славяни да живеят в сговор. Това съм поддържал и ще поддържам до гроб. Борбите, вътрешни и междуславянски, само ще ви отслабят за сметка на враговете ви. В името на Реймското Евангелие, мой скъп труд, което препечатах в разкошно издание в 1899 г., завещавам ви да живеете в сговор помежду си – само така ще преодолеете нещастията, които преживяхте и преживявате. | “ |

Умира на 30 април 1923 година в Париж на 80-годишна възраст.

## Избрана библиография
Някои от многобройните му трудове са:
- Chants héroïques et chansons populaires des Slaves de Bohême, Paris, Librairie internationale, 1866
- Cyrille et Méthode: étude historique sur la conversion des slaves au christianisme.   Paris, A. Franck, 1868. Посетен на 14 юни 2018.
- La Crise autrichienne („Австрийската криза“), Paris, 1868
- Славянският свят (1873)
- Славянски проучвания (1875),
- Grammaire russe („Руска граматика“), Maisonneuve, 1877
- Histoire de l'Autriche-Hongrie („История на Австро-Унгария“), Paris, 1879
- Nouvelles études slaves histoire et littérature („Нови славянски проучвания“), 1880
- Recueil de contes populaires slaves, Ernest Leroux, Paris, 1882
- „Cours de Louis Léger, leçon d’ouverture au Collège de France“, Revue bleue politique et littéraire, 1885
- La Bulgarie („България“), Paris, 1885
- Nouvelles études slaves histoire et littérature („Нови славянски проучвания“), 1886
- Russes et Slaves, études politiques et littéraires („Руси и славяни“, в 3 ч. – 1890, 1896 и 1899), Hachette, 1890
- Le monde slave, études politiques et littéraires („Славянският свят: Политически и литературни студии“), Hachette, 1897
- Notice sur L'Évangéliaire slavon de Reims, dit Texte du sacre.   Reims, F. Michaud, 1899. Посетен на 13 юни 2018.
- La Mythologie slave („Славянска митология“), 1901
- Турци и гърци против българи в Македония (1904)
- Nicolas Gogol („Николай Гогол“), 1913
- Moscou („Москва“), 1904, 1910
- Сърби, хървати и българи (1913)
- Le panslavisme et l'intérêt français, Flammarion, Bibliothèque de philosophie scientifique, 1917